# Subunitate (categorie militară)
Subunitate este o categorie de unități militare care include:
- Unitățile militare de nivel Batalion
- Unitățile militare de nivel Companie
- Unitățile militare de nivel Pluton
- Unitățile militare de nivel Grupă

Subunitățile nu acționează individual, ci participă la acțiunile de luptă în cadrul unităților din care fac parte.